# HD 197540
HD 197540，又名CD-2715014，SAO 189641、HR 7931，是一颗恒星，视星等为6.5，位于銀經17.6，銀緯-35.85，其B1900.0坐标为赤經20h 39m 13s，赤緯-27° -35.85′ 34″。